# Striptizerki
Striptizerki (The Players Club) – amerykański dramat komediowy w reżyserii Ice Cube'a, który odpowiadał także za scenariusz. W rolach głównych wystąpili Bernie Mac, LisaRaye McCoy-Misick, Monica Calhoun i Jamie Foxx. Premiera odbyła się 8 kwietnia 1995.

## Fabuła
Diana (LisaRaye McCoy-Misick) jest młodą matką, która ma problemy finansowe. Praca w sklepie obuwniczym, jej nie wystarcza. Za namową Ronnie (Chrystale Wilso) i Tricks (Adele Givens) - striptizerek pracujących w nocnym klubie pod nazwą "The Players Club", postanawia też rozpocząć tam pracę. Właścicielem klubu jest Dollar Bill (Bernie Mac). Zatrudnia ją i nadaje jej pseudonim Diament. Kobieta proponuje pracę także jej kuzynce Ebony (Monica Calhoun), która przyjmuje propozycję. Pewnej nocy podczas powrotu do domu, Diana zostaje zaatakowana przez swojego wielbiciela. Udaje się jej uciec, ale to nie koniec jej kłopotów.

## Obsada
Źródło.
- Bernie Mac jako Dollar Bill
- LisaRaye jako Diana "Diamond" Armstrong,
- Monica Calhoun jako Ebony
- Jamie Foxx jako Blue
- Chrystale Wilson jako Ronnie
- Adele Givens jako Tricks
- Anthony Johnson jako Lil Man
- Faizon Love jako oficer Peters
- John Amos jako oficer Freeman
- Charlie Murphy jako Brooklyn
- Montae Russell jako Lance
- Ice Cube jako Reggie
- Samuel Monroe Jr. jako Junior
- Alex Thomas jako Clyde

## Ścieżka dźwiękowa
Została wydana 17 marca 1998 roku. Uplasowała się na 10. miejscu notowania Billboard 200 i na 2. pozycji listy Top R&B/Hip-Hop Albums. Składanka zawiera utwory takich wykonawców jak DMX, Ice Cube, Master P, Jay-Z czy Kurupt.